# Hieracium obtextum
Hieracium obtextum là một loài thực vật có hoa trong họ Cúc. Loài này được Dahlst. ex Johansson mô tả khoa học đầu tiên năm 1907.